# Henribautia nigricephala
Henribautia nigricephala är en insektsart som först beskrevs av Beamer 1943.  Henribautia nigricephala ingår i släktet Henribautia och familjen dvärgstritar. Inga underarter finns listade i Catalogue of Life.